# Monte Panaro
Il Monte Panaro, 631 m.s.l.m., è un'altura dei monti Volsini, tra i comuni di Orvieto in provincia di Terni e Bolsena in Provincia di Viterbo.